# Григор Варагеци (архиепископ)
Григор Варагеци (от имени монастыря Варага, недалеко от города Ван, именовался также Ванеци) — армянский церковный деятель XVI века, предводитель Львовской, затем и всех епархий Армянской апостольской церкви в Королевстве Польском.
О ранней стадии жизни рассказывает его друг детства, поэт Вртанеса Срнкеци. В юности они были однокашниками и неразлучными друзьями. Примерно одновременно оба покинули родные края и перебрались в Восточную Европу: Вртанес — в Сучаву, где становится настоятелем местной армянской церкви, а Григор — в Львов. В 1552 году стал архиепископом и предводителем Львовской епархии Армянской апостольской церкви. Был вардапетом. Некоторое время они с Вртанесом сохраняли дружеские отношения и состояли в переписке, но потом, по неизвестным причинам, между ними происходит ссора. Однако в 1557 году, чтобы разрешить церковные споры между Каменецкими и Львовскими епархиями, Григор приезжает в Каменец, где встречается с Вртанесом и мирится.
В 1562 году, по приказу польского короля Сигизмунда Августа, назначается главой всех епархий Армянской церкви в Польше. Писарем у него работал известный поэт Минас Тохатци, который впоследствии посвятил ему панегирик. Известно, что за время своего правления всячески способствовал благоустроению церкви Святого Николая в Каменец-Подольском. В 1568 году покидает Польшу, уезжает сначала в Иерусалим, затем в Рим, оттуда в Константинополь, где и умер в 1574 году.
Сведения о жизни и деятельности архиепископа Григора сохранились во многих источниках: в письмах и произведениях Вртанеса Срнкеци и Минаса Тохатци, в хронике Степаноса Рошки, в «Каменецкой летописи», в церковных архивах (в частности в архиве церкви Святого Николая).